# Koço Kokëdhima
Koço Kokëdhima (ur. 21 kwietnia 1959 w Qeparo) – jeden z najbogatszych albańskich przedsiębiorców, założyciel dziennika Shekulli i polityk należący do Socjalistycznej Partii Albanii.

## Życiorys
W 1984 roku ukończył z wyróżnieniem studia na Wydziale Nauk Przyrodniczych Uniwersytetu Tirańskiego. Pod koniec tego roku rozpoczął pracę w Naftowym Instytucie Geologicznym w Fierze (alb. Institutit Gjeologjik të Naftës në Fier).
Kokëdhima był zaangażowany w przemianę systemową w Albanii związaną z upadkiem komunizmu; w 1991 roku założył pierwszą prywatną firmę w Albanii; była to firma budowlana o nazwie Rilindja. Szkolił nowych albańskich przedsiębiorców i pomagał im w otwieraniu oraz rozwijaniu ich firm.
W 1997 roku założył dziennik Shekulli, który już po kilku miesiącach stał się jednym z najbardziej poczytnych dzienników w Albanii. Był znany ze swojej niezależnej polityki redakcyjnej i sprzeciwu wobec premierów Albanii: Fatosa Nano i Sali Berishy.
W latach 1998–2013 kierował Organizacją Wolnych Albańskich Przedsiębiorców (alb. Organizatën e Sipërmarrësve të Lirë Shqiptarë).
9 maja 2016 roku utracił mandat posła albańskiego parlamentu. Było to efektem złamania przez niego art. 70 konstytucji albańskiej, który zabrania deputowanym wykorzystywania środków publicznych przez podlegające im firmy prywatne. Należał do parlamentarnej Komisji Gospodarki i Finansów oraz jednocześnie Przewodniczącym Parlamentarnej Grupy Przyjaźni Albańsko-Chińskiej.

## Życie prywatne
Ma żonę Brixhidę oraz trzy córki: Besę, Borę i Erę.